# Христов, Христо (тяжелоатлет)
Христо Христов (род. 27 апреля 2001, Варна) — болгарский тяжелоатлет, чемпион Европы 2022 года, двукратный серебряный призёр чемпионатов Европы (2021 и 2024 годы). Серебряный призёр юношеских Олимпийских игр 2018 года. Участник летних Олимпийских игр 2020 года в Токио.

## Карьера
В 2018 году завоевал серебро на летних юношеских играх в Аргентине в категории свыше 85 кг, показав сумму 379 кг.
В 2021 году на чемпионате Европы в Москве завоевал серебряную медаль в категории до 109 кг с суммой 406 кг и молодёжным рекордом Европы. В этом же году стал чемпионом мира среди юниоров.
Летом 2021 года принял участие в соревнованиях на летних Олимпийских играх в Японии. В весовой категории до 109 кг с результатом 408 кг по сумме двух упражнений стал пятым. Осенью 2021 года участвовал в первом для себя взрослом чемпионате мира в Ташкенте, где занял четвёртое место (388 кг).
В 2022 году на чемпионате Европы, который проходил в Албании с результатом 391 килограмм по сумме двух упражнений завоевал золотую медаль.
В Саудовской Аравии, где состоялся Чемпионат мира по тяжёлой атлетике 2023 года, в категории до 109 кг в упражнении «рывок» сумел завоевать малую серебряную медаль (181 кг), а по итогам вновь стал четвёртым (392 кг).
В феврале 2024 года на чемпионате Европы в Софии завоевал серебряную медаль по сумме двух упражнений с результатом 380 кг. В упражнении рывок был вторым (175 кг).

## Достижения
Летние юношеские Олимпийские игры
| Результат | Вес         | Год  | Место соревнований      | Рывок | Толчок | Общий вес |
| Серебро   | свыше 85 кг | 2018 | Буэнос-Айрес, Аргентина | 173,0 | 206,0  | 379,0     |

Чемпионат Европы
| Результат | Вес       | Год  | Место соревнований | Рывок | Толчок | Общий вес |
| Серебро   | до 109 кг | 2021 | Москва, Россия     | 186,0 | 220,0  | 406,0     |
| Золото    | до 109 кг | 2022 | Тирана, Албания    | 180,0 | 211,0  | 391,0     |
| Серебро   | до 109 кг | 2024 | София, Болгария    | 175,0 | 205,0  | 380,0     |